# Roberta Bonanomi
Roberta Bonanomi (ur. 15 października 1966 w Sotto il Monte) – włoska kolarka szosowa, czterokrotna medalistka mistrzostw świata.

## Kariera
Pierwszy sukces w karierze Roberta Bonanomi osiągnęła w 1987 roku, kiedy wspólnie z Francescą Galli, Imeldą Chiappą i Monicą Bandini zdobyła brązowy medal w drużynowej jeździe na czas podczas mistrzostw świata w Villach. W tej samej konkurencji Włoszki z Marią Canins zamiast Chiappy w składzie zdobyły złoty medal na mistrzostwach świata w Ronse w 1988 roku oraz srebrny na rozgrywanych rok później mistrzostwach w Chambéry. Ostatni medal Bonanomi zdobyła na mistrzostwach świata w Oslo w 1993 roku, gdzie reprezentacja Włoch w składzie: Roberta Bonanomi, Alessandra Cappellotto, Michela Fanini i Fabiana Luperini wywalczyła kolejny brązowy medal. W 1984 roku wystartowała w wyścigu ze startu wspólnego na igrzyskach olimpijskich w Los Angeles, kończąc rywalizację na 23. miejscu. W tej samej konkurencji wystąpiła także na czterech kolejnych igrzyskach, lecz uzyskiwała słabsze wyniki, a na igrzyskach w Sydney w 2000 roku nie ukończyła rywalizacji. Ponadto w 1988 roku zwyciężyła w klasyfikacji generalnej Giro d’Italia Femminile, a rok później była najlepsza w Postgiro Norway.